# 地球馆
地球馆（Mapparium）是波士顿玛丽·贝克·艾迪图书馆内一个3层楼高的彩色玻璃球，从一个长30英尺（9.1米）的桥梁通过其内部观看。
地球馆建于1935年，展示根据Rand McNally上一年度出版的政治地图，现仍采用当时的政治实体名称，如意属东非、暹罗、苏联等。在1939年，1958年和1966年，该教会曾考虑更新地图，但是因成本等原因而放弃。